# Kinniku Shōjo Tai
I Kinniku Shōjo Tai (筋肉少女帯? lett. "Band femminile muscolare"), conosciuti anche con il nome di King-Show, sono un gruppo musicale rock giapponese, formatasi a partire dagli anni ottanta. Scioltasi inizialmente nel 1999, è successivamente rientrata in attività diversi anni dopo, nel 2006.

## Storia del gruppo
Nel 1979, il cantante Kenji Ōtsuki e il bassista Yūichirō Uchida fondarono una band chiamata "Dotechins", al tempo in cui frequentavano ancora le scuole medie. Nel 1982 la band si sciolse, e conseguentemente formarono un nuovo gruppo, chiamato "Kinniku Shōnen Shōjo Tai". Nell'aprile dello stesso anno, al loro debutto, il nome cambiò in quello attuale di "Kinniku Shōjo Tai".
A marzo 1986, si unì alla band anche il tastierista Edozō Mishiba, il quale però lascerà il gruppo tre anni dopo, nel 1989. Dopo questo evento, si unirono gli attuali chitarristi della band, Toshiaki Honjō e Fumihiko Kitsutaka.

### Scioglimento e ripresa di attività
Nel luglio 1998 il batterista Akira Ōta lasciò la band, e nel 1999 fu la volta del chitarrista Fumihiko Kitsutaka. Così, il gruppo si sciolse completamente, e il cantante Kenji Ōtsuki formò una nuova band chiamata "Tokusatsu", mentre Kitsutaka entrò a far parte di un gruppo chiamato "X.Y.Z.→A". Diversi anni dopo, nel 2006, la band si ricompose; i membri attuali che la compongono sono Kenji Ōtsuki, Yūichirō Uchida, Toshiaki Honjō, e Fumihiko Kitsutaka.

## Discografia

### Singoli
- Takagi Boo Densetsu <Legend of Takagi Boo> (1987/7) Nagomu Record
- Shaka <Buddha> (1988/6/21) TOY'S FACTORY
- Ganso Takagi Boo Densetsu <Legend of Boo Takagi Original> (1989/12/5) TOY'S FACTORY
- Saboten to Buntline <Cactus and Buntline> (1990/9/5) TOY'S FACTORY
- Odoru Dame Ningen <Dancing Feckless Man> (1991/7/5) TOY'S FACTORY
- Koori no Sekai <The World of Ice> (1992/2/21) / Yōsui Inoue Cover. TOY'S FACTORY
- Battle Yarō ~Hyaku-mannin no Aniki~ <Battle Guys ~A Million Bros.~> (1992/6/21) Street Fighter 2 Japanese Commercial Song. TOY'S FACTORY
- Abaite Oyariyo Dolbacky <Please Unmask It, Dolbacky> (1993/3/21) TOY'S FACTORY
- Kimi yo Ore de Kaware <You! Change with Me!> (1993/5/21) TOY'S FACTORY
- Kumo no Ito <Spiderweb> (1994/1/25) MCA Victor
- Kana, Atama wo Yokushite Ageyō <Kana, I'll Make You Smart> (1994/5/21) MCA Victor
- Riruka no Sōretsu <Riruka's Funeral Procession> (1994/11/23) MCA Victor
- True Romance (1996/3/6) MCA Victor
- Boku no Uta wo Subete Kimi ni Yaru < I Give All My Songs to You> (1996/11/25) Mercury Music
- Chiisana Koi no Melody <The Melody of Small Love> (1997/1/29) Mercury Music
- Tachimukau ~Kuruisaku Ningen no Shōmei~ <Confront ~Human Proof Blooms Madly~> (1997/4/30) Mercury Music
- 221B Senki <221B Record of War> (1997/9/3) Kinniku Shōjo Tai feat. Ichirou Mizuki. Mercury Music
- Nakanaori no Tema <Theme of Reconciliation> (2007/9/5) TOY'S FACTORY
- Tour Final (2008/8/27) TOY'S FACTORY

### Album
- Tororo no Nōzui Densetsu EP <Legend of Melted Encephalon> (1985/8) Nagomu Record
- Nozomi Kanae Tamae EP <Nozomi, Kanae, Tamae / Please Realize My Wish> (1987/5) Nagomu Record
- Buddha L (1988/6/21) TOY'S FACTORY
- SISTER STRAWBERRY (1988/12/21) TOY'S FACTORY
- Neko no Tebukuro <Cat Named "Tebukuro (Gloves) "> (1989/7/5) TOY'S FACTORY
- Cicus Dan Panorama-tō e Kaeru <Circus Troupe Returns to Panorama Island> (1990/2/5) TOY'S FACTORY
- Gekkō-chū <Moonlight Worm> (1990/11/21) TOY'S FACTORY
- Danzai! Danzai! Mata Danzai!! <Condemnation! Condemnation! Condemnation Again!!> (1991/7/21) TOY'S FACTORY
- Elise no Tameni <For Elise> (1992/5/21) TOY'S FACTORY
- UFO to Koibito <UFO And Lover> (1993/4/25) TOY'S FACTORY
- Leticle-za Mōsō <Delusion Of Leticle> (1994/4/21) MCA Victor
- Stacy no Bijutu <Art Of Stacy> (1996/3/23) / MCA Victor
- Kira Kira to Kagayaku Mono <Glitteringly Shining One> (1996/12/9) Mercury Music
- Saigo no Seisen <The Last Saint War> (1997/10/15) Mercury Music
- Shinjin <New Figure> (2007/9/5) TOY'S FACTORY
- Season 2 (2009/5/20) TOY'S FACTORY
- Tuta Karamaru Q no Wakusei <The planet of the Q which the ivy twines around> (2010/6/2) TOY'S FACTORY

#### Compilation Album
- Nagomu Zenkyoku Shū <Nagomu All Songs Collection> (1990/1/25) Nagomu Record
- Kinshō no Daisharin <Giant Swing Of King-Show> (1992/3/21) TOY'S FACTORY
- Kinshō no Daisuigin <Great Mercury Of King-Show> (1993/11/1) TOY'S FACTORY
- Kinshō MCA Victor Best "BEST & CULT" (1996/12/18) MCA Victor
- SAN FRANCISCO (1998/6/29) Mercury Music
- Hachijū-nendai no Kinniku Shōjo Tai <King-Show the '80s> (80 Years Live Best) UGS Record
- Super Value (2001/12/19) Universal Music
- Kinshō no Daikaizoku vol.1 <Great Bootleg Of King-Show vol.1> (Live) (2002/12/26) Kinniku Record
- Kinshō no Daikaizoku vol.2 <Great Bootleg Of King-Show vol.2> (Live) (2003/2/20) Kinniku Record
- GOLDEN☆BEST (2006/3/1) Universal Music
- Kinniku Shōjo Tai Nagomu Collection (Independent Best) (2006/6/21) Nagomu Record
- Kinniku Shōjo Tai Fukkatsu Kyūkyoku Best Daikōshiki <King-Show Returns Ultimate Best "Great Official"> (2007/3/14) TOY'S FACTORY

### Video DVD
- KIN-SHOW no Daizankoku <Greate Cruel Of Kin-Show> (1988/7/21) TOY'S FACTORY
- Kinniku Shōjo Tai at Budōkan (1990/4/25) TOY'S FACTORY
- Sannen Gorosi <The Ultimate Mortal Attack Of Sambo> (1991/8/5) TOY'S FACTORY
- KING-SHOW Matsuri da! 90 minute <That's King-Show Festival! 90 min.> (1992/7/5) TOY'S FACTORY
- science fiction double feature ~Kinniku Shōjo Tai Live & PV-clips~ (1998/3/18) Mercury Music
- '80s KING-SHOW Live & Clip (1998/12/10) UGS Record
- THE Nakanaori! Fukkatsu！ Kinniku Shōjo Tai ~Cicus Dan Panorama-tō e Kaeru '06~ <Reconciliation! Reunion! King-Show ~Circus Troupe Returns to Panorama Island '06~> (2007/3/14) TOY'S FACTORY